# Richard Gäng
Richard Gäng (* 21. April 1899 in Immeneich; † 10. August 1983 in Freiburg im Breisgau) war ein deutscher Lehrer, Heimat- und Mundartdichter.

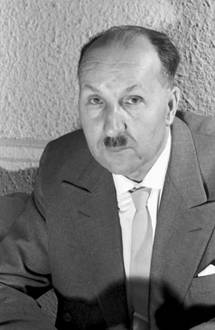
Richard Gäng (1964)

## Leben
Richard Gäng entstammt alteingesessenen Geschlechtern des Hochschwarzwaldes. Richard Gäng spricht in seinen Gedichten die Sprache der Bewohner des Albtals. Nach dem Besuch der Volksschule Immeneich besuchte er die Höhere Schulen in Waldshut und Freiburg und dann das Lehrerseminar in Ettlingen. 1917/18 nahm er am Ersten Weltkrieg teil, wo er eine schwere Verwundung erlitt.
Nach dem Krieg war er Lehrer an verschiedenen Volksschulen.
Zum 1. Mai 1933 trat Gäng in die NSDAP ein (Mitgliedsnummer 3.125.800). Er heiratete 1935. Von 1942 bis 1944 war er in Freiburg Kreiskulturhauptstellenleiter der NSDAP. Nach dem Ende der Zeit des Nationalsozialismus 1945 wurde er vom Lehrerdienst suspendiert. Während der Entnazifizierung wurde er als „minderbelastet“ in den Wartestand und 1949 aus gesundheitlichen Gründen in den vorläufigen Ruhestand versetzt.
Nach 1949 absolvierte er ein weiteres Hochschulstudium in Freiburg, Heidelberg und Berlin, nach dessen Abschluss er 1954 in den höheren Schuldienst übernommen wurde. Er wirkte dann bis zu seiner Pensionierung am Progymnasium St. Landolin in Ettenheimmünster. An seinem 65. Geburtstag erhielt er die Ehrenbürgerschaft von Immeneich. Richard Gäng war in den 1960er-Jahren eines der Gründungsmitglieder der Muettersproch-Gsellschaft.  Am 10. August 1983 starb Richard Gäng im Alter von 84 Jahren in Freiburg im Breisgau.

## Pädagogik und Philosophie
Er lehrte, dass das Große im Kleinen sei, lehrte die Liebe zur Sprache, unterschied zwischen Echtheit und Unechtheit im Verhalten, er war Wahrer der deutschen und alemannischen Sprache. Er fühlte sich dem Grundsatz Lehren ist Wachrufen verpflichtet.

## Werke
- Richard Gäng, Im Hotzenwald – Hochalemannische Gedichte
- Richard Gäng, Rosina, Novelle
- Richard Gäng, Die Heimfahrt des Andreas Kumlin  – Novelle, Insel Verlag, 1952